# Каррион Крус, Луис
Луис Каррион Крус (исп. Luis Carrión Cruz, род. 18 ноября 1952 года, Манагуа, Никарагуа) — никарагуанский политический и военный деятель, член Национального руководства Сандинистского фронта национального освобождения) в Никарагуа. Занимал высшие командные посты в Сандинистской народной армией, посты в министерстве обороны и МВД, министр промышленности и торговли Никарагуа. Команданте революции.

## Биография
Луис Каррион Крус родился 18 ноября 1952 года в Манагуа, столице Никарагуа в одной из самых богатых семей страны. Его отец — Луис Каррион Монтойя (исп. Luis Carrión Montoya), был банкиром и владельцем самого большого количества акций финансовой группы «BANIC», контролировавшей большую часть экономики Никарагуа при режиме семейства Сомоса. Начальное образование получил в католических школах Никарагуа, среднее — в самой престижной школе Никарагуа — Центральноамериканской иезуитской школе в городе Гранада. Затем был послан обучаться в академию Филиппса Экстера (Phillips Exeter Academy) в Нью-Гемпшире (США). В июне 1970 года Луис Каррион закончил её, получив диплом о высшем образовании. Затем он один год отучился в Политехническом институте (Rensselaer Polytechnic Institute), но бросил учебу.

## В рядах СФНО. Борьба против диктатуры
В юности его другом стал один из будущих лидеров Сандинистского фронта национального освобождения Хайме Уилок, так же происходивший из богатой семьи и получивший хорошее образование, но сторонник идеологии марксизма-ленинизма. Каррион стал одним из первых членов Революционного христианского движения священника Уриэля Молины (Uriel Molina), в 1972 году развернувшего политическую пропаганду в предместьях Манагуа. В 1974 году Каррион вместе с Хоакином Куадрой и Альваро Бальтодано создали первую христианскую ячейку Сандинистского фронта. Однако Карриону удавалось сочетать католицизм и марксизм, и он вместе с Хайме Уилоком стал одним из лидеров сандинистской фракции «Ленинская пролетарская тенденция» — «Proletarios». Они настаивали на реализации марксистского принципа опоры на рабочий класс и городское население для осуществления пролетарской революции. Полемика внутри СФНО привела к исключению Уилока, Карриона и их фракции из СФНО в октябре 1975 года более влиятельной группировкой «Длительная народная война — GPP», делавшей ставку на опыт Китая и Вьетнама, где коммунисты опирались на поддержку сельского населения.
Исключенная из СФНО группировка «Proletarios» обладала достаточным влиянием чтобы во время Сентябрьского восстания 1978 года выступить самостоятельно против режима генерала Анастасио Сомосы. Тогда Луис Каррион вместе с Карлосом Нуньсом Тельесом стал главой военно-политических сил СФНО в Манагуа.
С 7 марта 1979 года — один из 9 членов объединенного национального руководства Сандинистского фронта национального освобождения.
В июне-июле 1979 года командовал Восточным фронтом СФНО «Карлос Роберто Уэмбес» в департаменте Чонталес.
Луис Каррион был одним из трех членов ОНР СФНО, которые не смогли принять участие в историческом заседании ОНР СФНО 11 июля 1979 года, определившего дальнейшую судьбу страны. 18 июля вместе с Генри Руисом начал наступление силам фронта на Манагуа.
После победы революции прибыл в Манагуа утром 20 июля 1979 года вместе с Умберто Ортегой, Виктором Тирадо и Байардо Арсе.

## Один из лидеров страны и партии
Когда в июле 1979 года СФНО пришел к власти Луис Каррион получил посты заместителя министра национальной обороны, в августе — заместителя главнокомандующего Сандинистской народной армией Умберто Ортеги. В апреле 1980 года он был переведен на посты заместителя министра внутренних дел Томаса Борхе и члена Комиссии по делам обороны и безопасности СФНО. В 1984 году Луис Каррион был назначен руководителем Национальной комиссии по разработке статуса автономии индейцев мискитос, рамас и сумос.
В январе 1985 года, когда Даниэль Ортега занял после выборов пост президента Никарагуа. Луис Каррион был назначен 1-м заместителем министра внутренних дел Никарагуа в ранге министра.
В декабре 1986 года Луис Каррион возглавлял делегацию СФНО на VI съезде Коммунистической партии Вьетнама в Ханое.
В марте 1988 года Карриона перевели на пост министра промышленности и торговли, который он занимал до 25 апреля 1990 года, когда сандинисты передали власть правительству Виолеты Чаморро. Лууис Каррион перешел в оппозицию вместе со своей партией.

## В оппозиции
В последующие годы становился всё более критичным к тому, как Даниэль Ортега руководил СФНО, а затем и страной после возвращения к власти в 2006 году. Луис Каррион вступил в партию Движение сандинистского обновления, в которой состоят критикующие Ортегу и его окружение сандинисты, в том числе Моника Бальтодано, Дора Мария Тельес, Эрнесто Карденаль, Серхио Рамирес и Карлос Мехия Годой. Выступил с резким осуждением силового подавления правительством протестов 2018 года.
В 2023 году был лишён гражданства Никарагуа, как и многие другие политические противники Ортеги.

## Частная жизнь
Луис Каррион был женат на Глории де Каррион. Его брат Карлос Каррион был политическим секретарем СФНО и в 1979—1985 годах возглавлял организацию «Сандинистская молодежь — 19 июля» (JS-J19). Его сестра Глория была генеральным секретарем сандинистской Ассоциации никарагуанских женщин имени Луизы Аманды Эспиносы (AMNLAE).